# Forêt des Arbailles
La forêt des Arbailles est un massif forestier situé dans le massif des Arbailles du Pays basque qui s'étend sur environ 4 535 hectares. L'Office national des forêts (ONF) gère la quasi-totalité des forêts communales et syndicales du massif.
Le peuplement sylvicole du massif est très largement dominé par le hêtre, le plus souvent en peuplement pur. Par endroits, il laisse place à d'autres essences telles que des ifs, considérés comme les vestiges d'anciens défrichements, des sapins, des frênes, des érables, des ormes (près des sources) et des sorbiers. Selon les pratiques sylvicoles et le pâturage, des landes et des pelouses s'observent.

## Histoire

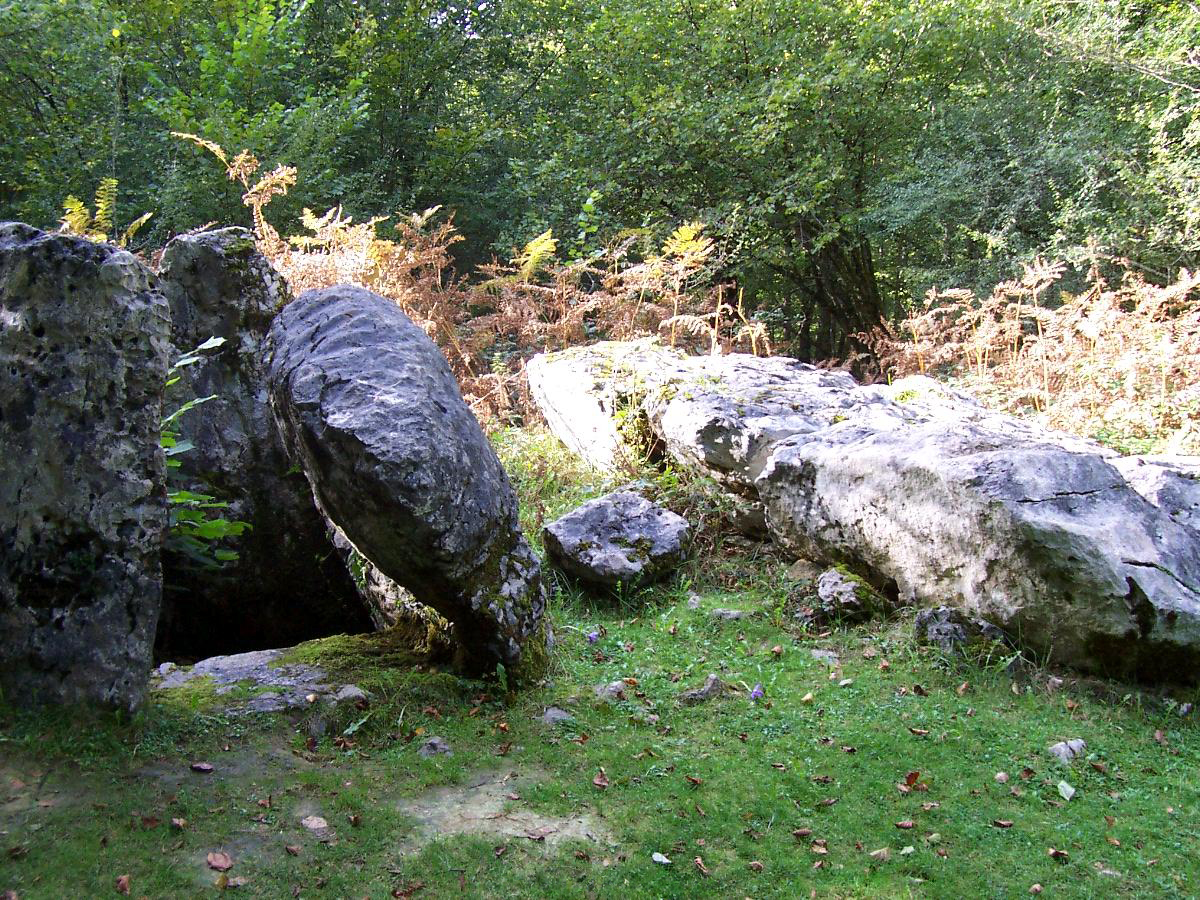
Dolmen d'Ithé dans la forêt

Au XVIIe siècle, les forêts de hêtre subissent de grands changements dus à la production de bois destinée à l'industrie : plus de 50 ouvriers travaillent dans le massif. Ils transforment alors le bois dans des fours confectionnés sur place, stockés dans des granges et envoyés dans la plaine. Des activités artisanales se développent en parallèle : fabrication de sabots, quilles, cercles de tamis. Aujourd'hui, l'exploitation forestière est toujours active.

## Randonnées
De nos jours, la forêt des Arbailles est régulièrement parcourue par des randonneurs, des cavaliers, des randonneurs (VTT) et de nombreux spéléologues. Si la forêt du massif des Arbailles est facilement accessible du fait des nombreuses pistes, il s'agit d'un espace naturel encore largement sauvage où la pratique hors sentier peut se révéler dangereuse à cause de nombreux gouffres.